# Martin Braithwaite
Martin Christensen Braithwaite (født 5. juni 1991 i Esbjerg) er en dansk fodboldspiller, der spiller som angriber i den brasilianske klub Grêmio.

## Klubkarriere
Braithwaite fik sin førsteholdsdebut på Esbjergs superligahold 4. oktober 2009. Han blev snart en vigtig spiller for holdet og var med til at vinde pokalfinalen i 2013.
I sensommeren 2013 blev han solgt til franske Toulouse FC og blev dermed den dyreste spiller, Esbjerg havde solgt. Han fik god succes i den franske klub og scorede 40 mål i sine 149 kampe i løbet af fire sæsoner. Han opnåede også at blive anfører for holdet undervejs.
I 2017 skiftede Braithwaite til engelske Middlesbrough F.C., men han fik ikke større succes i England. I begyndelsen af 2018 blev han derfor udlejet til Bordeaux i Frankrig for forårssæsonen dette år. Han vendte derpå tilbage til Middlesbrough, men fik heller ikke denne gang succes, så han blev udlejet for foråret 2019 til spanske CD Leganés, hvor han fik god succes. I sommeren 2019 skiftede han på permanent basis til den lille spanske klub.
Imidlertid fik storklubben FC Barcelona i begyndelsen problemer, da flere af klubbens angribere var skadet, og så valgte klubben at satse på Braithwaite som erstatning. Barcelona købte ham efter at transfervinduet egentlig var lukket (på grund af en særlig regel i spansk fodbold) og gav ham en kontrakt frem til sommeren 2024. I Barcelona begyndte han godt og scorede et par mål, mens der stadig var skader blandt klubbens øvrige angribere. Men han kom efterhånden ud i periferien af førsteholdet, og i sommeren 2022 var det tydeligt, at Braithwaite ikke længere indgik i klubbens planer, hvorfor han kort inden transfervinduet lukkede fik ophævet sin kontrakt.
Senere samme dag skrev han kontrakt med den anden Barcelona-klub, RCD Espanyol, hvor han fik en treårig kontrakt. Han fik en optimal debut i sin nye klub, da han få dage efter skriftet blev matchvinder i en udekamp mod Athletic Bilbao i en 1-0-sejr.

## Landsholdskarriere
Han har spillet 21 kampe på forskellige ungdomslandshold og scoret to mål for U21-landsholdet.
Braithwaite fik debut på Danmarks fodboldlandshold på sin 22-års fødselsdag den 5. juni 2013, hvor Danmark vandt 2-1 over Georgien på Aalborg Stadion. Den 18. november 2019 scorede han i kampen mod Irland, og det uafgjorte resultat (1-1) sikrede Danmark kvalifikation til EM i 2020. I EM-slutrunden, der blev afviklet i 2021, var Braithwaite med i alle Danmarks seks kampe, og han scorede det sidste mål i 4-0-sejren over Wales i ottendedelsfinalen.

## Privatliv
Martin Braithwaite er søn af Heidi Christensen Braithwaite og Keith Braithwaite. Han er gift med Anne-Laure Louis, og de har fire børn. Han har blandt andet rødder i Danmark og Guyana. Han har tre søstre som hedder Mathilde, Sarah og Amalie.